# 1750 au théâtre
| Années du théâtre : 1747 - 1748 - 1749 - 1750 - 1751 - 1752 - 1753    |
| Décennies du théâtre : 1720 - 1730 - 1740 - 1750 - 1760 - 1770 - 1780 |

## Événements
- 21 décembre : Jean-Claude-Gilles Colson, dit Bellecour débute à Paris à la Comédie-Française.

## Pièces de théâtre publiées
- décembre : La Colonie, comédie en prose de Marivaux, est publiée dans le Mercure de France.

## Pièces de théâtre représentées
- 18 avril : Les Femmes pointilleuses, comédie de Carlo Goldoni, Mantoue.
- 2 mai : Le Café (La bottega del caffè), comédie de Carlo Goldoni, Mantoue.
- 4 mai : Le Provincial à Paris ou le Pouvoir de l'amour et de la raison d'Alexandre-Guillaume de Moissy, Paris, Théâtre italien.
- 23 mai : Le Menteur, comédie de Goldoni, Mantoue ; puis à Venise, Teatro Sant'Angelo.
- 22 septembre : Les Fausses Inconstances, comédie d'Alexandre-Guillaume de Moissy, Paris, Théâtre italien.
- 21 décembre : Iphigénie en Aulide, tragédie de Michel Le Clerc et Jacques de Coras, Paris, Comédie-Française ; Bellecour y fait ses débuts.
- Pamela nubile, comédie de Carlo Goldoni, Mantoue.

## Naissances
- 28 janvier : Cyrille Rigaud, poète et dramaturge français, mort le 29 janvier 1824.
- 8 février : Aaron Hill, auteur dramatique et directeur de théâtre anglais, né le 10 février 1685.
- 21 mars : Marguerite-Marie-Louise Daton, dite Mademoiselle Connell, actrice française, sociétaire de la Comédie-Française, née en 1714.
- 13 mai : Sophia Lee, auteur dramatique et romancière anglaise, morte le 13 mars 1824.
- 10 juin : Guillaume-Antoine Nourry, dit Grammont, acteur français, sociétaire de la Comédie-Française, mort guillotiné le 13 avril 1794.
- 22 juillet : Shiba Zenkō, acteur et écrivain japonais, mort le 5 juillet 1793.
- 28 juillet : Fabre d'Églantine, acteur, dramaturge et poète français, mort guillotiné le 5 avril 1794.
- 18 septembre : Tomás de Iriarte, poète, dramaturge et traducteur espagnol, mort le 17 septembre 1791.
- 26 octobre : Joseph-Abraham Bénard dit Fleury, acteur français, sociétaire de la Comédie-Française, mort le 3 mars 1822.
- 18 novembre : Wolfgang Heribert von Dalberg, homme politique et auteur dramatique allemand, mort le 27 septembre 1806.

## Décès
- 17 juillet : Joseph Bruseau de La Roche, acteur, dramaturge et directeur de théâtre français.
- 11 novembre : Apostolo Zeno, dramaturge, critique littéraire et librettiste italien, né le 11 décembre 1668.